# Baix relleu

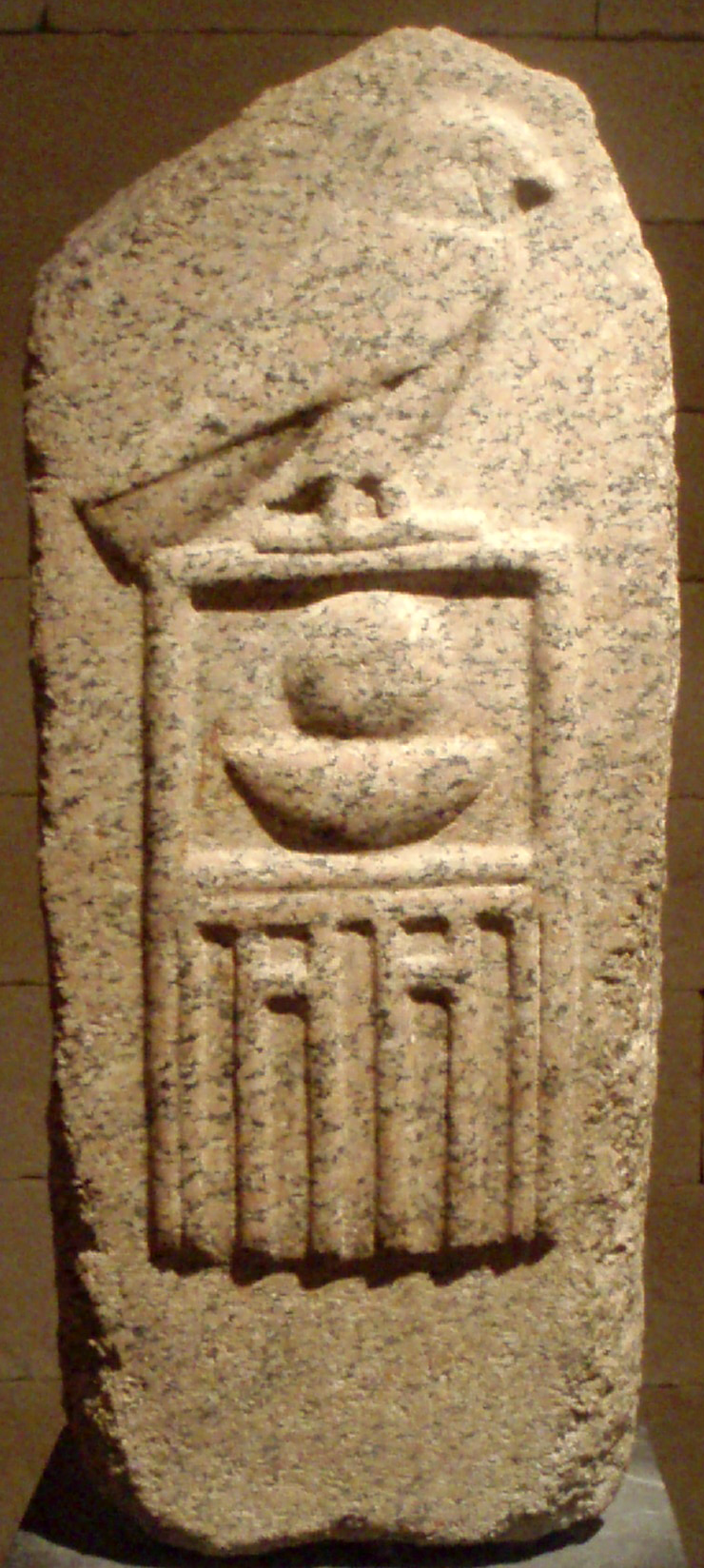
Baix relleu, estela del faraó Nebre, de la Segona dinastia.

El baix relleu és una tècnica escultòrica per a confeccionar imatges o inscripcions en els murs, que s'aconsegueix remarcant les vores del dibuix i tallant les figures, rebaixant lleugerament el mur, amb què sobresurt el fons al voltant de la figura i s'obté un efecte tridimensional. La diferència amb el mig relleu i l'alt relleu és el percentatge de la figura que sobresurt del seu suport: en el baix relleu, la figura sobresurt aproximadament una vuitena part del volum que tindria si es tractés d'una escultura; en el mig relleu, sobresurt entre una quarta part i la meitat, i en l'alt relleu acostuma a rondar les tres quartes parts. (Vegeu: Relleu.)

Aquesta tècnica va ser concebuda i profusament utilitzada amb mestratge en l'antic Egipte, en què, una vegada erigits els murs i pilons dels temples, un expert artista, bon coneixedor del cànon de perfil i de les proporcions sagrades, procedia a dibuixar el perímetre de les figures i els trets principals, fins i tot els jeroglífics que descrivien l'escena; una vegada rebaixat el contorn i tallat l'interior de les figures, es pintava tot el conjunt en colors vius.

## Baix relleu fotogràfic
El baix relleu també és una tècnica fotogràfica que consisteix a copiar per ampliació o contacte un positiu i un negatiu d'un mateix tema, lleugerament descentrats, per a obtenir una imatge amb una línia de borda, similar a un baix relleu il·luminat lateralment.